# واتسلاو مرازک
واتسلاو مرازک (انگلیسی: Václav Mrázek; ۲۲ اکتبر ۱۹۲۵ – ۲۹ دسامبر ۱۹۵۷) یک قاتل زنجیره ای اهل کشور چکسلواکی بود که از سال ۱۹۵۱ تا ۱۹۵۷ به قتل حداقل هفت نفر در خوموتوف محکوم شد. در حالی که عمدتاً انگیزه جنسی داشت، از قربانیان خود نیز سرقت می‌کرد و در دادگاه مجرم شناخته شد. از مجموع ۱۲۷ جرم به دلیل قتل، مرازک در سال ۱۹۵۷ در زندان پانکراک به دار آویخته شد.